# Congrès de Berlin
Pour les articles homonymes, voir Congrès (homonymie).
Ne doit pas être confondu avec Conférence de Berlin (homonymie).

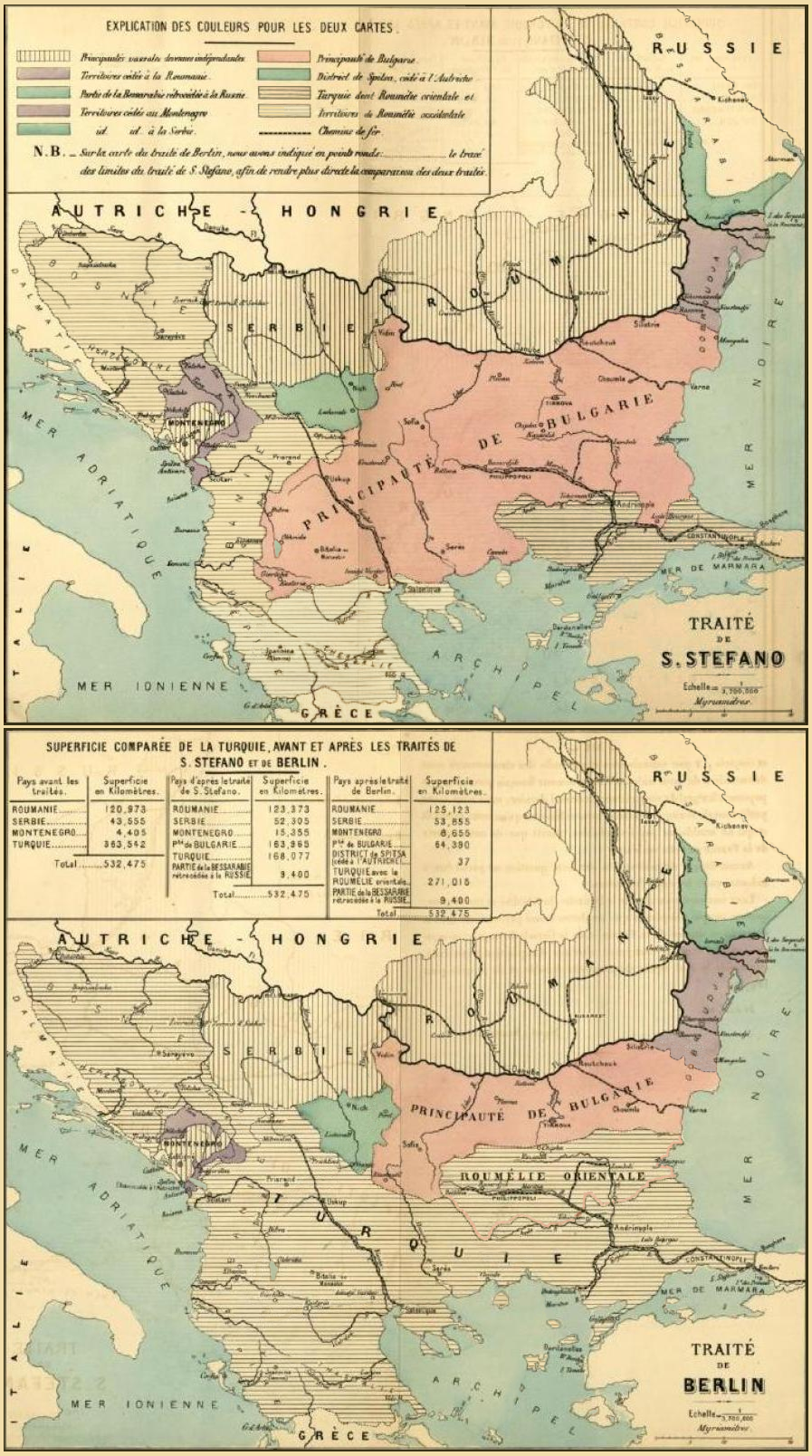
Comparaison entre les dispositions du traité de San Stefano et celles négociées au congrès de Berlin.

Le congrès des Nations, ou congrès de Berlin, est une conférence diplomatique tenue à Berlin, du 13 juin au 13 juillet 1878, par les représentants des puissances européennes, à la suite des efforts de Benjamin Disraeli pour réviser le traité de San Stefano.

## Contexte historique
Après la victoire de l'Empire ottoman contre la Serbie en 1876 et la répression de l'insurrection bulgare d'avril 1876, le tsar Alexandre II, souverain de l'Empire russe, qui se voulait protecteur des sujets chrétiens du sultan, lui déclara la guerre en avril 1877. Cette guerre russo-turque de 1877-1878 se solda en janvier 1878 par une victoire russe. Les Ottomans furent contraints d'accepter les conditions du traité de San Stefano, signé le 3 mars 1878, qui prévoyait l'indépendance des États chrétiens des Balkans, l'Empire ottoman ne gardant que la Thrace orientale en Europe, ce qui déplut au Royaume-Uni et à l'Autriche-Hongrie qui s'interposèrent pour contraindre la Russie à reconsidérer les termes du traité[réf. souhaitée].
Le congrès se déroule dans le contexte du renforcement diplomatique allemand conduit par le chancelier Otto von Bismarck qui se rapproche de l'Autriche-Hongrie et de son nouveau ministre des affaires étrangères Gyula Andrássy (après la défaite autrichienne dans la Guerre austro-prussienne) tout en se rapprochant de l'Empire russe. Or cette « Entente des trois empereurs » est une alliance très faible à cause des rivalités entre l'Empire russe et l'Autriche-Hongrie quant à leur influence dans les Balkans et dans le cadre de la Question d'Orient. L'enjeu pour Bismarck est donc de maintenir la paix entre ces alliés afin surtout de maintenir la France isolée sur le plan diplomatique,.

## Déroulement du congrès
Berlin s'impose grâce à l'influence du chancelier allemand Otto von Bismarck comme le lieu du congrès qui doit réviser le Traité de San Stefano notamment car l'Allemagne n'a pas participé à la guerre et s'est présentée comme un médiateur entre la Russie et la Grande Bretagne. Ce choix de Berlin pour les négociations est considéré comme le signe de la centralité de Bismarck dans les affaires européennes.
Bismarck est désigné comme président du congrès et déclare vouloir mener le congrès « tambour battant ». Le Comte de Moüy, un participant du congrès, le décrit dans ses mémoires comme un président très dynamique et un bon médiateur. En réalité, ce n'est pas un simple médiateur : il souhaite représenter les intérêts allemands et éviter une trop grande conflictualité entre la Russie et l'Autriche, les deux alliés du Reich, ou un rapprochement de la Russie et de la France.
Le congrès se déroule dans le nouveau palais de la Chancellerie du Reich sur la Wilhelmplatz . La table des négociations est en forme de U avec Bismarck au centre, les délégations des pays sont placées dans l'ordre alphabétique français. La négociation, les procès-verbaux et le traité sont rédigés en français à l'exception de l'épisode fameux du discours du premier ministre britannique Benjamin Disraeli qui a été prononcé en anglais, une grande anomalie et un épisode assez choquant pour l'époque.
Le travail des commissions est assuré grâce à des secrétaires issus des différentes délégations (notamment françaises puisque le congrès est en français). La commission des frontières travaille grâce aux cartes du géographe et cartographe allemand Heinrich Kiepert. Les cartes utilisées sont La carte générale de la Turquie européenne et du Royaume de Grèce et la Carte des peuples et langues d'Autriche et des pays du Sud du Danube. Cela donne un certain contrôle sur l'information à Bismarck qui affirme que ces cartes sont « certes lacunaires mais sont l'œuvre de mains allemandes ».

## Conséquences du congrès
Les changements les plus significatifs de la révision du traité furent des clauses ajoutées, dont l'une annulait l'indépendance immédiate des États chrétiens des Balkans et prévoyait à la place, sous certaines conditions, leur affranchissement progressif, tandis qu'une autre exigeait que l'Empire ottoman devait accorder aux juifs des droits civils et religieux au sein de son empire, dont faisait partie la Palestine.
C'est autour de la table du congrès de Berlin que les États qui forment aujourd'hui la péninsule balkanique furent fabriqués par la diplomatie européenne, et surtout britannique, dans des formes réduites et divisées qui suscitèrent ensuite, notamment en Bulgarie, de profonds ressentiments. L'objectif du congrès de Berlin était de sauvegarder ce qui pouvait l'être d'un Empire ottoman faiblissant, donc dépendant des puissances occidentales, pour contrer le panslavisme et l'influence de la Russie, ainsi que la Grande Idée grecque, en jouant de la diversité nationale des Balkans pour constituer de petits États, eux-mêmes faibles et rivaux. Aucun ne devait se développer au-delà d'une certaine limite ; chacun se trouvait enserré dans une nasse de liens diplomatiques et dynastiques, parfois opposés ; tous étaient liés aux grandes puissances européennes. Le congrès de Berlin inaugure ce que l'on a appelé la « balkanisation », processus de fragmentation politique qui débouche sur les guerres balkaniques, contribue au déclenchement de la Première Guerre mondiale et sert plus tard de modèle à la dislocation de la Yougoslavie dans les années 1991-96.

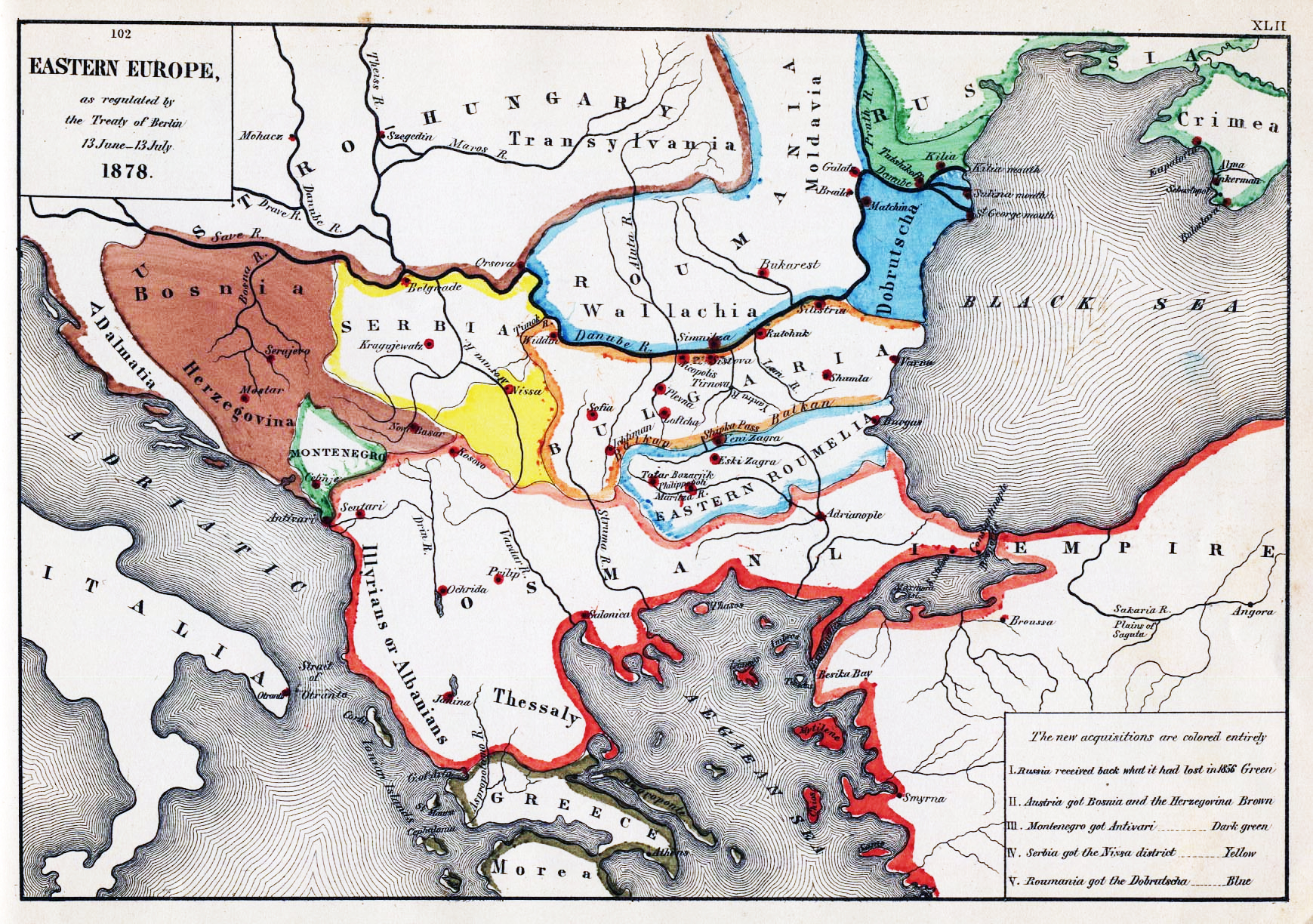
Les Balkans après le congrès de Berlin.

La conséquence majeure, voulue par la diplomatie britannique, fut le traité de Berlin du 13 juillet, qui eut pour but de contenir la Russie, et pour conséquence de réduire la Bulgarie de San Stefano à deux entités séparées : une « Principauté de Bulgarie » vassale de l'Empire ottoman (entre le Danube et le Grand Balkan), et la « Roumélie orientale », province autonome de celui-ci (entre le Grand Balkan et le Rhodope). Le Royaume-Uni, première puissance maritime, ne voulait pas que la Russie se rapprochât du Bosphore (politique du Grand Jeu). Du côté du Caucase, les conquêtes russes furent également limitées et la plus grande partie de l'Arménie se trouva maintenue au sein de l'Empire ottoman.

### Conséquences en Allemagne
Le congrès, mis en scène avec faste par Otto von Bismarck, fut un triomphe en Allemagne qui trouvait sa place de grande puissance. Ainsi leur permettant d'avancer dans l'écoulement de leurs produits[style à revoir]. Le chancelier se targuait en outre d'avoir évité que la crise ne se transformât en guerre européenne, alors que ce sont l'Allemagne et l'Autriche qui avaient menacé la Russie de guerre si elle ne renonçait pas à San Stefano. Cependant, il y eut une crise au Reichstag dont certains partis parlaient de tentative de coup d'État du chancelier, après deux attentats commis contre Guillaume Ier[réf. nécessaire].

### Conséquences en Russie
La Russie fut profondément déçue. Elle pensait trouver auprès de l'Allemagne un avocat de ses victoires, alors que l'Autriche-Hongrie et le Royaume-Uni étaient fermement opposées aux indépendances des pays slaves dans les Balkans. Bismarck avait pourtant fait une petite concession aux Russes en leur permettant de récupérer le Boudjak qu'ils avaient dû céder à l'issue de la guerre de Crimée. Mais cela fut nettement insuffisant et une campagne de presse contre l'Allemagne eut lieu en Russie. Jugé inefficace par le tsar, l'ambassadeur russe à Londres, le comte Chouvalov, tomba en disgrâce et dut démissionner l'année suivante[réf. nécessaire].

### Conséquences au Royaume-Uni
Lord Salisbury avait été l'un des principaux artisans du congrès, mais ce fut Benjamin Disraeli qui en reçut les lauriers. L'Empire ottoman sauvait une bonne partie de ses territoires européens entre la mer Adriatique et le Bosphore, devenant une puissance sous perfusion européenne ; la Fière Albion avait réussi à maintenir la Russie loin de la Méditerranée, et si la Russie se posait en protectrice des chrétiens de l'empire ottoman, les Britanniques, pour leur part, se posaient désormais en protecteurs des juifs ottomans (et la France, des maronites du Liban)[réf. nécessaire].

### Conséquences dans les Balkans
La Bulgarie, divisée après seulement quatre mois de liberté et amputée de la Macédoine qui restait ottomane (alors que plus de la moitié des bulgarophones y vivaient), dut attendre dix ans pour réunir ses deux entités, et son indépendance n'est reconnue qu'en 1908. Jusqu'au milieu du XXe siècle, la Bulgarie essaya vainement de revenir dans ses frontières de San Stefano, durant les guerres balkaniques et en s'alliant durant les deux guerres mondiales à l'Allemagne[réf. nécessaire].
Comme la Bulgarie, le Monténégro et la Serbie demeurèrent de solides alliés de la Russie, d'autant que l'occupation par l'Autriche-Hongrie de la Bosnie-Herzégovine (qu'elle annexa en 1908) et du Sandjak de Novipazar dressait un obstacle de taille à tous leurs espoirs de s'agrandir de ce côté[réf. nécessaire].
Le congrès de Berlin fut perçu par les peuples chrétiens balkaniques comme un « coup de poignard dans le dos », raviva le souvenir de la quatrième croisade et développa dans les Balkans un sentiment anti-occidental. Les musulmans, en revanche, ainsi que les minorités ottomanes, en furent soulagés et se montrèrent, en Bosnie-Herzégovine, de loyaux sujets des Habsbourg. Seule la Roumanie échappa à ces ressentiments : s'étant battue aux côtés des Russes et ayant perdu beaucoup d'hommes, elle dut tout de même abandonner à la Russie la Bessarabie méridionale, mais le congrès de Berlin lui attribua en échange les deux tiers nord de la Dobroudja, territoire un peu plus grand et où vivaient davantage de Roumains, et surtout reconnut définitivement son indépendance[réf. nécessaire].

## Délégués
Allemagne
- Otto von Bismarck

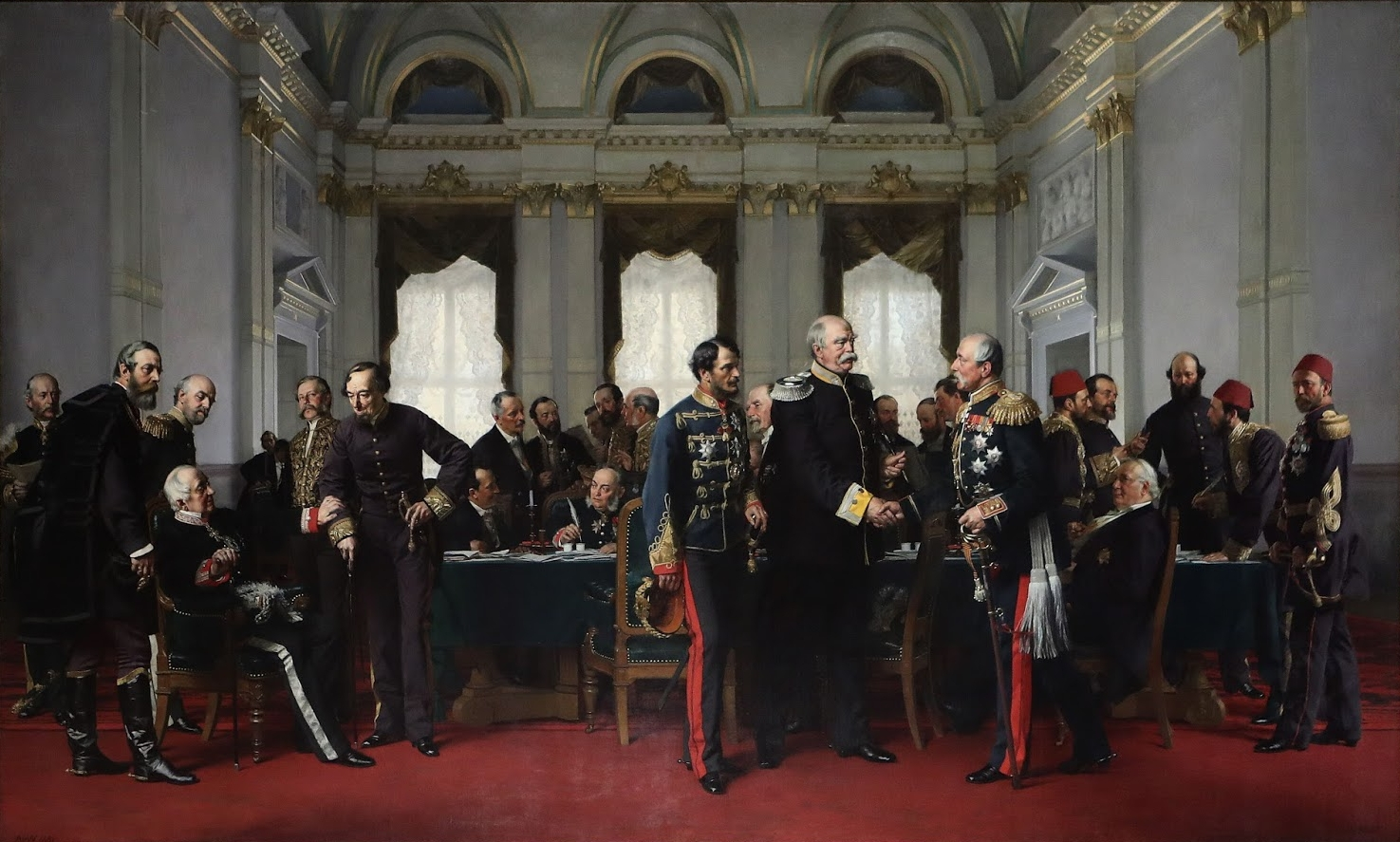
Le congrès de Berlin par Anton von Werner (1881) : de gauche à droite les Austro-Hongrois Heinrich von Haymerle et Alajos Károlyi, l'Italien (Savoyard) de Launay, le Russe Alexandre Gortchakov (assis, posant sa main sur le bras de Disraeli), le Français William Waddington (au second plan), le Britannique Benjamin Disraeli, les Allemands Joseph von Radowitz (assis derrière la table au milieu) et Chlodwig von Hohenlohe (assis au second plan), l'Italien Luigi Corti (idem), les Russes Nikolaï Mouraviov-Amourski (à moitié caché en arrière-plan) et Pavel Oubry (assis derrière la table au milieu et écrivant), les Français Charles Raymond de Saint-Vallier et Hippolyte Desprez (au second plan), l'Austro-Hongrois Gyula Andrássy (au premier plan en justaucorps bleu à brandebourgs), la forte délégation allemande comprenant Lothar Bucher (presque caché au fond), Otto von Bismarck (au centre, au premier plan), Friedrich von Holstein (au second plan), Clemens Busch (au second plan) et Herbert von Bismarck (presque caché au fond), le Russe Piotr Chouvalov (au premier plan, serrant la main de Bismarck), l'ottoman Sadullah Pacha (au second plan), le Britannique Odo William Russell (idem), l.Allemand Bernhard von Bülow (assis), le Britannique Robert Salisbury, le Grec ottoman Aléxandros Karatheodorís (prince de Samos) et l'Ottoman Mehmed Ali Pacha.

- Chlodwig zu Hohenlohe-Schillingsfürst
- Bernhard Ernst von Bülow

Autriche-Hongrie
- comte Andrassy
- Alajos Károlyi
- Heinrich Karl von Haymerle (en)

France
- William Henry Waddington
- Charles Raymond de Saint-Vallier
- Hippolyte Desprez

Grèce
- Theódoros Deligiánnis

Royaume-Uni
- Benjamin Disraeli
- Robert Arthur Talbot Gascoyne-Cecil
- Odo Russell

Italie
- Lodovico Corti
- Eduardo de Launay (d)

Russie
- prince Gortchakov
- comte Chouvalov
- Pavel Oubry (en)

Serbie
- Jovan Ristić

Empire ottoman
- Aléxandros Karatheodorís
- Sadullah Bey
- Mehmed Ali Pacha (en)

Monténégro
- Roi Nikola Ier

## Anecdotes
- « Rouleau compresseur russe » est une expression géopolitique datant du XIXe siècle, désignant la puissance numérique de l'armée du tsar et apparue lors de ce congrès pour évoquer les conditions dans lesquelles fut signé le traité de San Stefano[réf. nécessaire].